# Катий
 Тази статия е за философ.  За етаж на Ордовик вижте Катий (етаж).  
Вижте пояснителната страница за други личности с името Катии.
Катий (на латински: Catius, fl. 50-те–40-те пр.н.е.?) е епикурейски философ от келтското племе инсубри от Цизалпийска Галия през 1 век пр.н.е. Той пише книгите си на латински. Автор е на De rerum natura et de summo bono. Цицерон пише за Катий
в писмото си до Гай Касий Лонгин.